# Lophodermella orientalis
Lophodermella orientalis är en svampart som beskrevs av Minter & M.H. Ivory 1988. Lophodermella orientalis ingår i släktet Lophodermella och familjen Rhytismataceae.   Inga underarter finns listade i Catalogue of Life.